# ジェシー・ケラーマン
ジェシー・ケラーマン（Jesse Oren Kellerman、1978年9月1日 - ）は、アメリカ合衆国の小説家、劇作家。2006年に"Sunstroke" でデビューして以来、5作品を上梓している。戯曲"Things Beyond Our Control" で、グレース・ケリーの名を冠した「グレース王女賞 (Princess Grace Award) 」（国内で上演された劇や舞踊を表彰する賞）を受賞。
1978年、カリフォルニア州ロサンゼルスに、フェイ・ケラーマンとジョナサン・ケラーマンの長男として生まれる。ハーバード大学で心理学を学び、ブランダイス大学で戯曲を学ぶ。1994年、父との共著で子供向けの詩集"Daddy, daddy, can you touch the sky?" を出版。ロスを拠点とするインディーズのロックバンドDon't Shoot the Dog でリードギタリストを務めたこともある。両親同様、正統派ユダヤ教徒である。現在は、妻と息子とカリフォルニア在住。
2013年、『駄作』でエドガー賞 長編賞ノミネート。

## 作品リスト
- Sunstroke (2006)
- Trouble (2007)
- The Genius (2008) - イギリスでのタイトルは"The Brutal Art"
- The Executor (2010)
- 駄作 Potboiler (2012) - イギリスでのタイトルは"I'll Catch You"